# Haruspex submaculatus
Haruspex submaculatus là một loài bọ cánh cứng trong họ Cerambycidae.